# آرتي بوري
آرتي بوري (بالإنجليزية: Arti Puri)‏ هي عارضة وممثلة هندية، ولدت في 8 يناير 1985 في لكهنؤ في الهند.

## وصلات خارجية
- آرتي بوري على موقع IMDb (الإنجليزية)